# Carl Friedrich Zelter
Carl Friedrich Zelter (11. prosince 1758 Berlín – 15. května 1832) byl německý skladatel, dirigent a spisovatel.

## Život
Od roku 1800 byl ředitelem Sing-Akademie, což mělo za důsledek s velkou oslavou uvedení Bachových děl. Se svým žákem Felixem Mendelssohnem v roce 1827 znovu vzkřísil Pašije podle Matouše.
Jako Goetheho přítel si s ním vyměnil velké množství dopisů, které reprezentují tuto osobnost hudebního života raného romantismu a nejvzdělanějších duchů té doby. Skládal skromně do složitějších tvarů, včetně Koncertu pro violu a malý orchestr a celé řady duchovní hudby. Byl jedním z vrcholných představitelů berlínských škol při tvorbě tzv. Liederů, do nichž zařadil mnoho Goetheových textů.